# François-Joseph Audiffred
Pour les articles homonymes, voir Audiffred.
François-Joseph Audiffred (26 janvier 1807, Troyes - 18 février 1892, Troyes) est un avocat, homme d'affaires et mécène français. Il est juge au Tribunal de commerce de la Seine.

## Biographie
Après des études à Troyes au collège Pithou, il est avocat à la cour d'appel de Paris.
Il se lance dans le commerce en 1832 et fait le tour de la Méditerranée, fait l'import de laine d'Australie. Il est membre de la Société académique de l'Aube.
Il épouse Agathe Geneviève Justine Jouanique (1830-1905) et font tous deux un don de 80 000 francs or à la ville. Ils instituent un prix annuel de 10 000 francs pour une œuvre de morale et de vertu. Elle fonde l'orphelinat Audriffred à la place de la maison Hoppenot de la Place de la Tour, qui deviendra le Centre municipal d'action sociale.
Le 22 juin 1890 a lieu l’inauguration du pavillon des peintures affecté au musée Saint-Loup où se trouve un legs en leur nom. Le bâtiment est l'œuvre de l'architecte municipal Vermot.
- Une rue de Troyes porte aujourd'hui le nom de son épouse et le sien.

Ils eurent deux enfants :

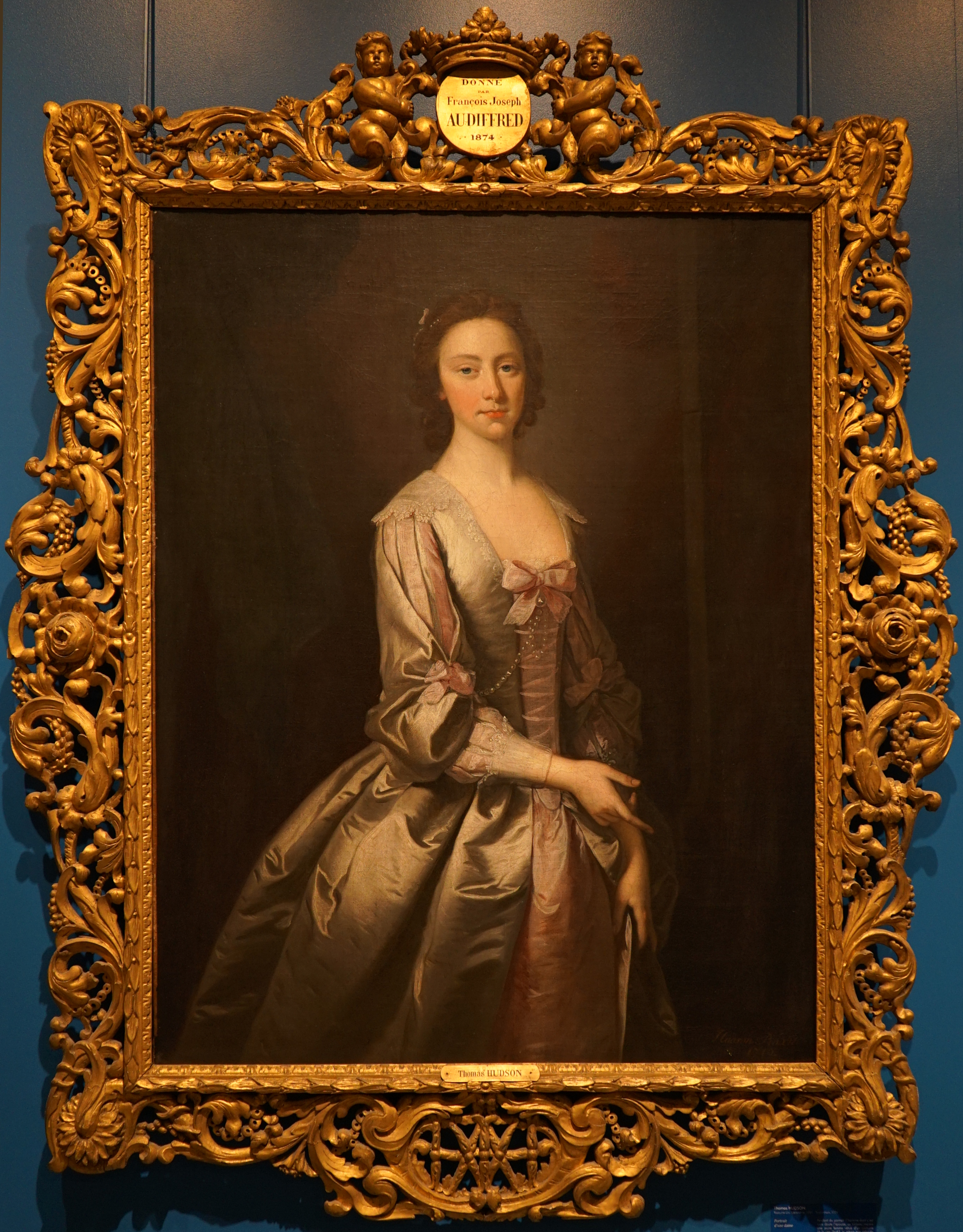
Exemple de don au Musée ayant son nom, portrait par Thomas Hudson.

- une fille Isabelle Emilie (1860-1939) mariée à Henri Jean Urbain de la Croix, avocat, dont postérité.
- un fils Désiré Louis Joseph Albert (1861-1872), mort jeune.